# Chelifera ornamenta
Chelifera ornamenta är en tvåvingeart som beskrevs av Horvat 2002. Chelifera ornamenta ingår i släktet Chelifera och familjen dansflugor.
Artens utbredningsområde är Sichuan (Kina). Inga underarter finns listade i Catalogue of Life.